# Pipira-de-asa-branca

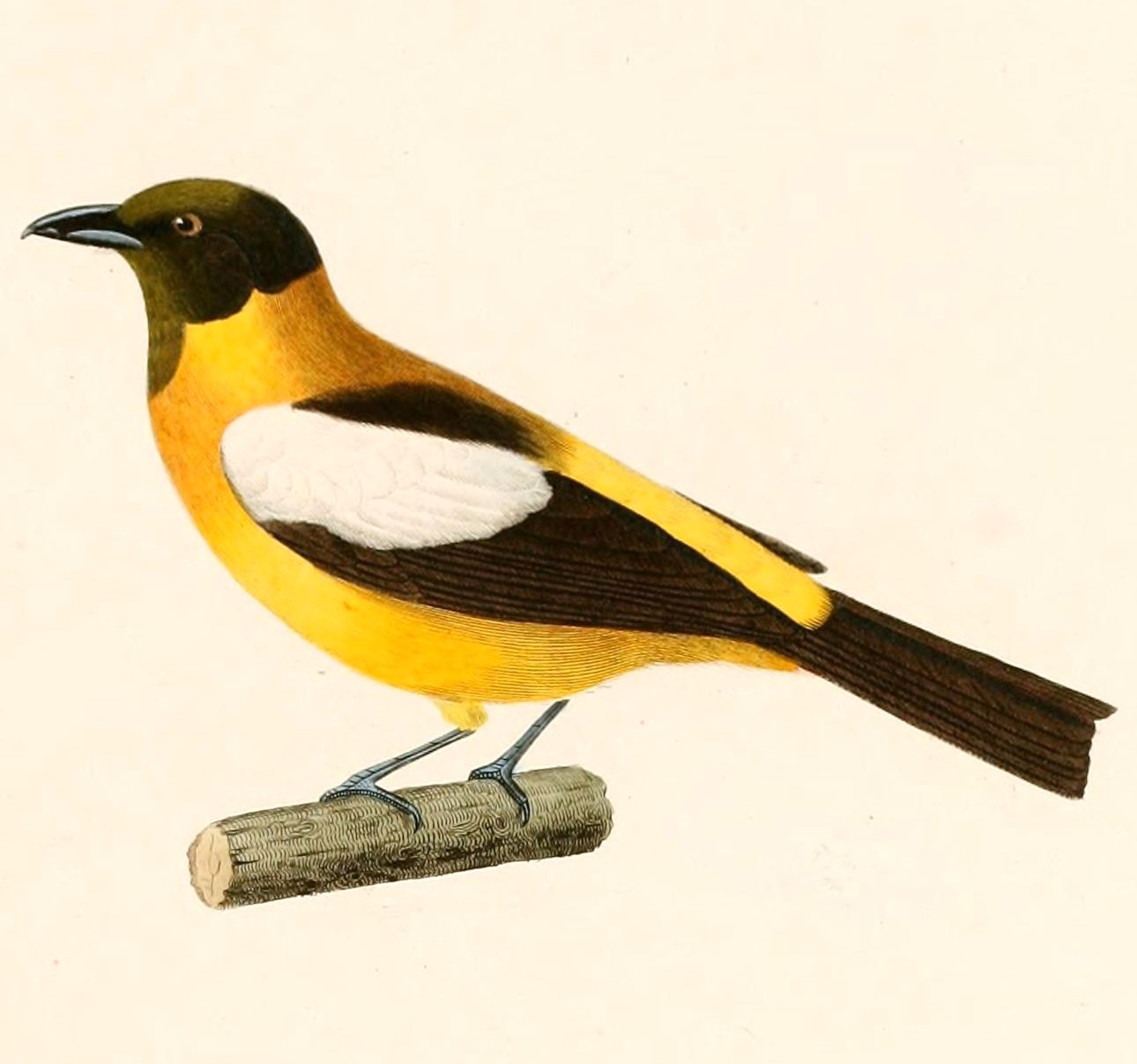
Lanio versicolor 1847

Tangará-versicolor ou pipira-de-asa-branca (Lanio versicolor) é uma espécie de ave da família Thraupidae.
Pode ser encontrada nos seguintes países: Bolívia, Brasil e Peru. Seus habitats naturais são: florestas subtropicais ou tropicais húmidas de baixa altitude.